# Aquarium de Rhodes
L'aquarium de Rhodes est un aquarium grec situé à Rhodes. C'est la partie ouverte au public et la principale source de revenus de la station hydrobiologique de Rhodes du Centre hellénique de Recherches marines (Ελληνικoύ Κέντρoυ Θαλασσίων Ερευνών ). Il est membre de l'Association européenne des zoos et des aquariums et présente la biodiversité méditerranéenne, dont de nombreuses espèces de poissons, certaines menacées comme le Ladigesocypris ghigii.

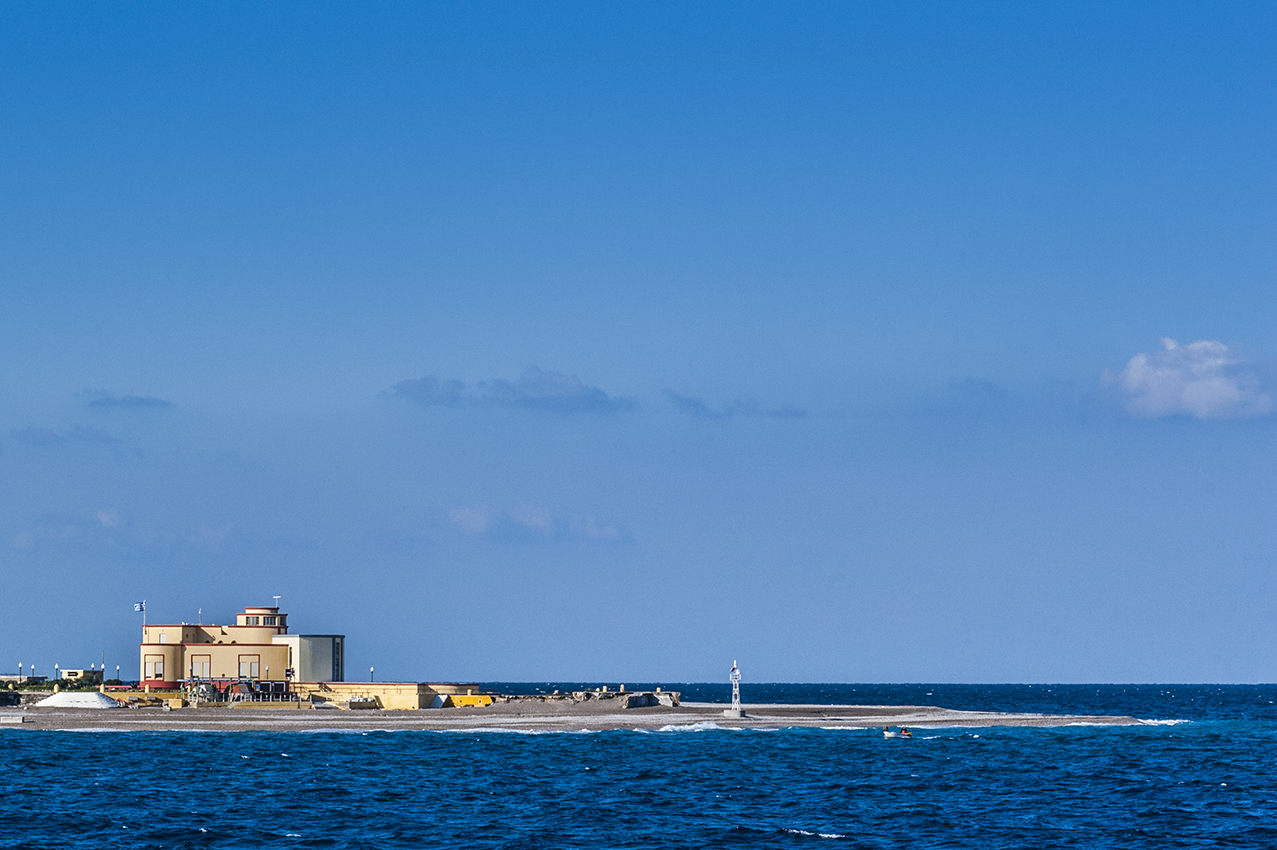
Aquarium de Rhodes

Bâti en 1934 et 1935 lorsque le Dodécanèse appartenait à l'Italie, sur les plans l'architecte italien Armando Bernabiti, il est de style Art déco. L'aquarium participe activement à des activités de recherches sur les mers Égée et Méditerranée et sur la protection et l'élevage conservatif de nombreuses espèces marines.